# 維拉德角

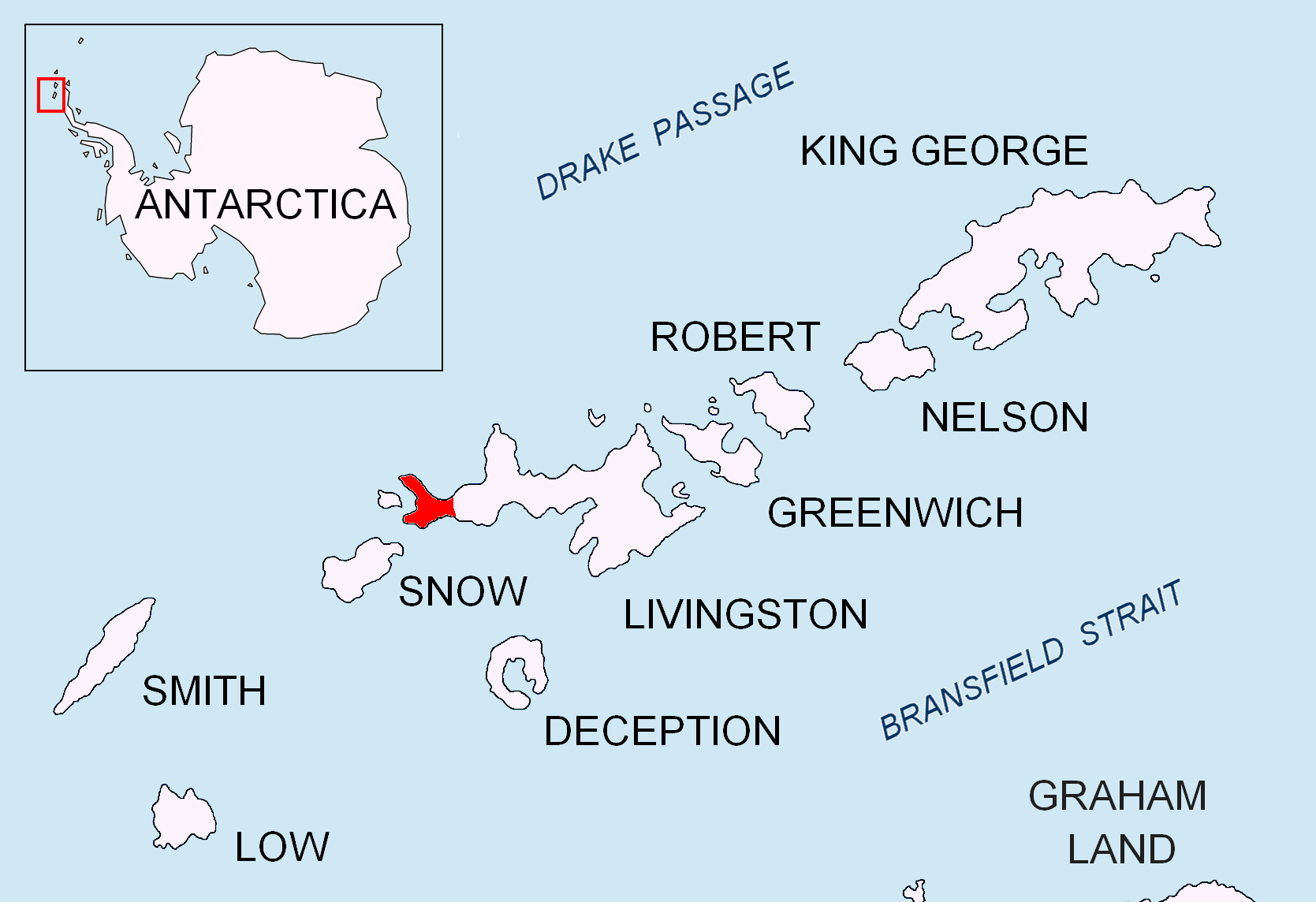

維拉德角是南極洲的海岬，位於南設得蘭群島的利文斯頓島，處於沃拉德羅角東南面1.19公里和萊爾角西北面1.16公里，現時由南極條約體系管理。

## 外部連結
- SCAR Composite Antarctic Gazetteer（页面存档备份，存于）.

62°36′43.9″S 61°03′25.9″W / 62.612194°S 61.057194°W